# Malá Vaceška
Malá Vaceška je bývalá usedlost v Praze 8-Libni v ulici Bulovka s původním čp. 101, která stála při cestě východně od usedlosti Velká Vaceška (Káclovka). Původ názvu "Vaceška" není znám.

## Historie
Usedlost stála pod Rokoskou východně od Velké Vacešky. Obklopovala ji zahrada z jihu uzavřená cestou na Hejtmanku a Bulovku. Objekty postavené na půdorysu písmene U byly otevřené k jihu. K usedlosti příslušely pole a štěpnička o celkové rozloze 5 jiter. Její majitelkou byla Barbora Hauserová, provdaná Navrátilová, v první polovině 19. století držel usedlost Josef Záruba.
Vinice a zahrady zanikly společně s Velkou Vaceškou v 1. čtvrtině 20. století při výstavbě Fakultní nemocnice Bulovka. Západní a severní část budov byla zbořena, dům ve východní části má stále čp. 101.